# Nordsternhaus (Berlin)

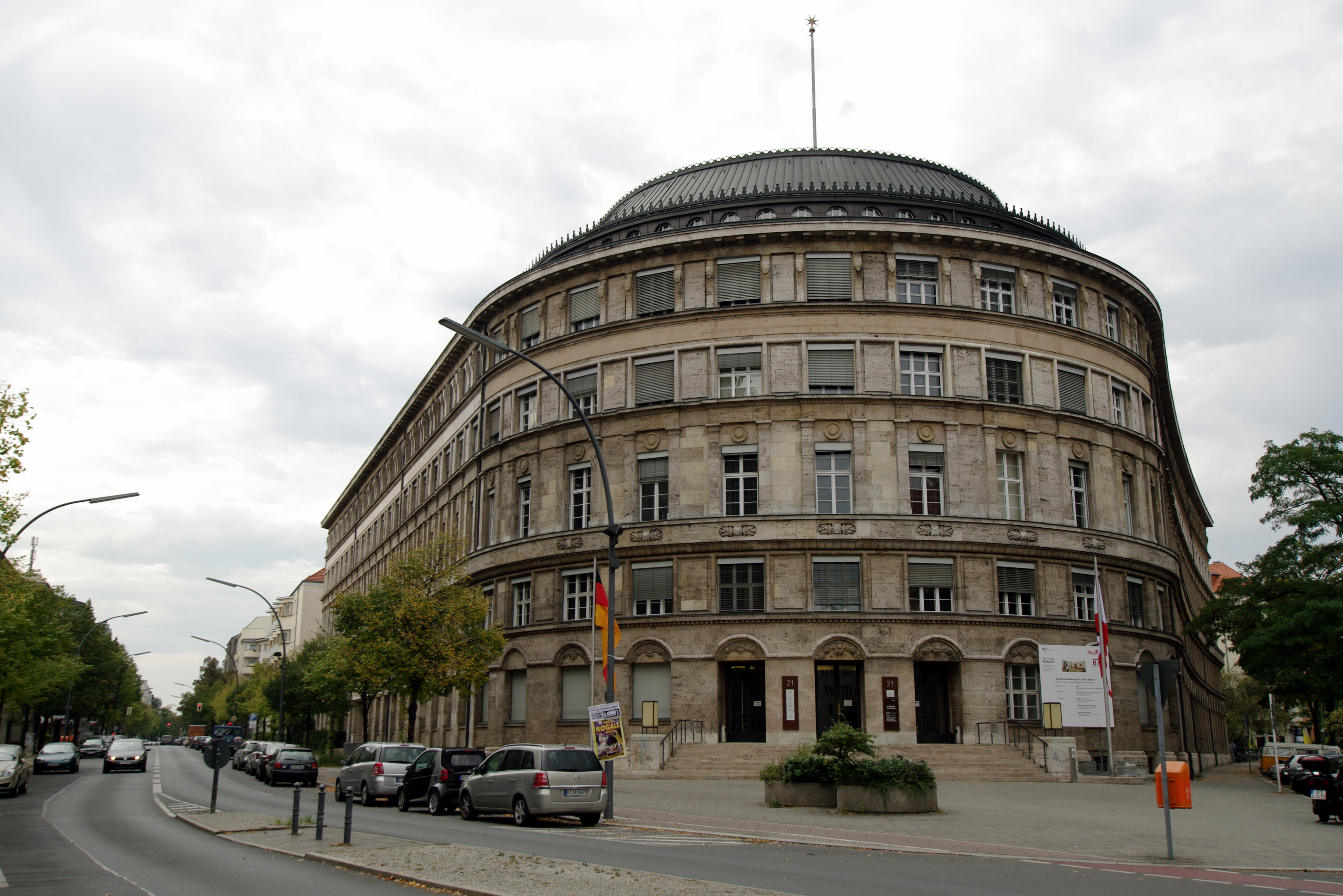
Nordsternhaus, Haupteingang und Westseite, 2011

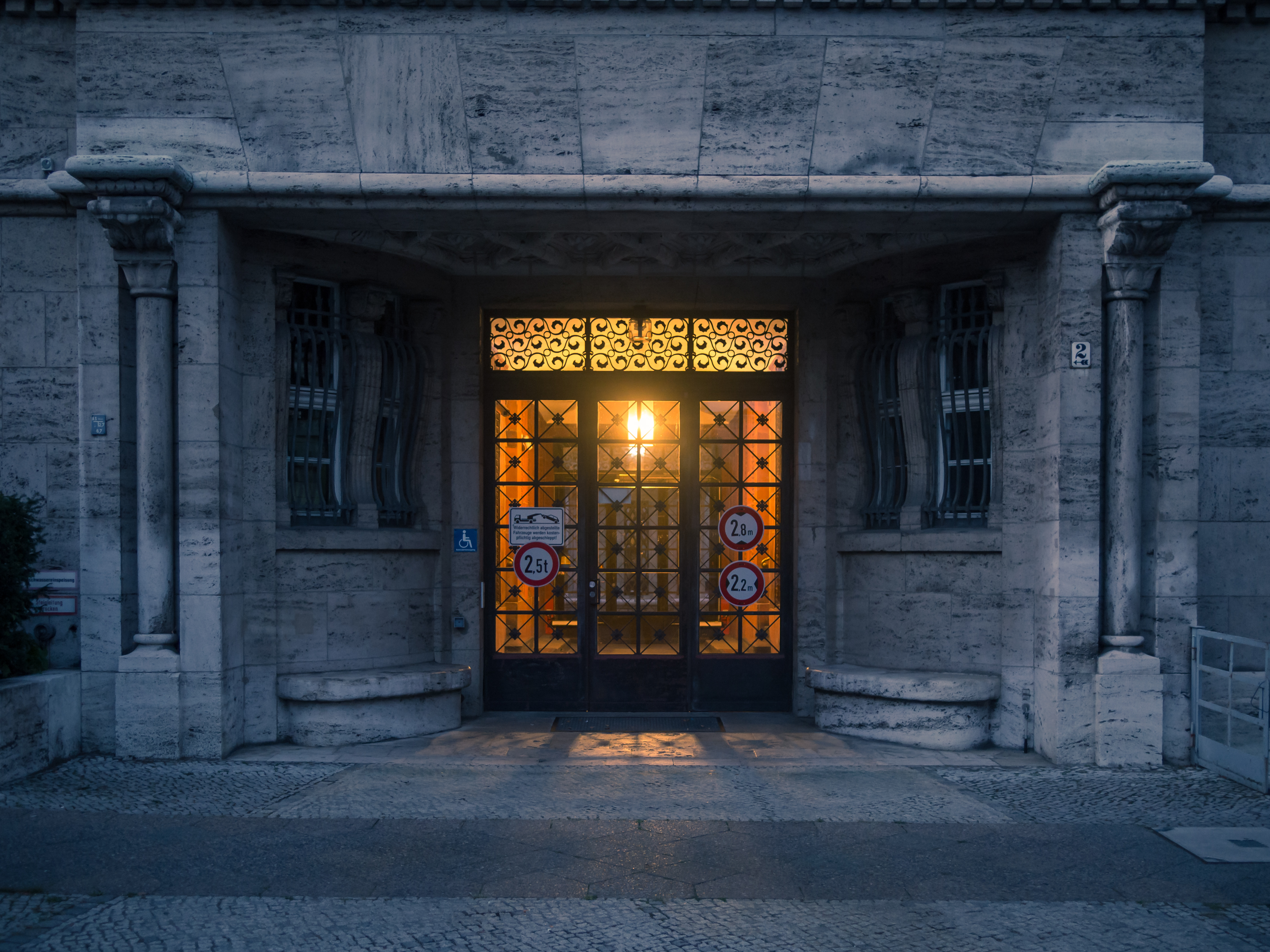
Nebeneingang, 2015

Das 1913 bis 1914 erbaute Nordsternhaus ist das ehemalige Verwaltungsgebäude des Nordstern-Versicherungskonzerns im Berliner Ortsteil Schöneberg. Das Gebäude mit der Postadresse Badensche Straße 2 steht an der Ecke Badensche/Salzburger Straße, gegenüber dem Rathaus Schöneberg. Genutzt wurde es als Hauptverwaltung der drei Versicherungsgesellschaften des Nordstern-Konzerns: der Nordstern Lebensversicherungs-Gesellschaft, der Nordstern Unfall- und Haftpflicht-Versicherungs-Gesellschaft und der Nordstern Feuerversicherungs-Gesellschaft. Daneben waren aber auch einige andere Unternehmen hier ansässig, u. a. der Hauptsitz der Deutschen Gasolin Aktiengesellschaft. Seit den 1950er Jahren beherbergt es die Berliner Senatsverwaltung für Justiz und steht unter Denkmalschutz.

## Architektur und Geschichte
Die Architekten Paul Mebes und Paul Emmerich vom Architekturbüro Mebes und Emmerich entwarfen das fünfgeschossige Verwaltungsgebäude als einen Stahlbetonskelettbau, der für 900 Mitarbeiter Büroraum bieten sollte. Die Statik berechnete der Berliner Bauingenieur Otto Leitholf. Das Gebäude steht auf einem dreieckigen Grundstück, zur spitzwinkligen Ecke hin ist die mit Langensalzaer Travertin verkleidete Fassade großzügig abgerundet, sodass ein kleiner Vorplatz entstand, der inoffiziell Nordsternplatz genannt wurde. Zwischen den beiden den Straßen zugewandten Gebäudeflügeln spannen sich zwei ebenfalls gerundete Querriegel, die einen kleinen und einen größeren Hof umfassen. Die vier großen Skulpturen, die ursprünglich die drei Türöffnungen des Haupteingangs an der abgerundeten Ecke flankierten, sind nicht mehr vorhanden. Die Gebäudefassade ist horizontal untergliedert mit verschiedenen Fensterformen und Brüstungen. Breite Simse mit Basrelief-Ornamenten strukturieren die Gebäudefront vertikal. Im Inneren führt eine ovale Vorhalle zum Haupttreppenhaus mit aufwendig gestalteten schmiedeeisernen Geländern mit Pflanzenornamenten. Das zweite Obergeschoss, das die repräsentativen Räume der Unternehmensleitung beherbergte (darunter den ebenfalls ovalen Aufsichtsrats-Sitzungssaal), war 4,70 Meter hoch, die anderen Geschosse 4 Meter.
Das Gebäude war mit moderner Bürotechnik ausgestattet. Neben einer von der Berliner Firma Paul Hardegen & Co. ausgeführten, zum damaligen Zeitpunkt in Europa einzigartigen Paket-Rohrpostanlage, mit der bis zu zwei Kilogramm schwere Akten verschickt werden konnten, standen den Mitarbeitern der Nordstern-Versicherungen verschiedene Aktenaufzüge, ein internes Telefonnetz, eine zentral gesteuerte Uhrenanlage und eine Frischluftanlage zur Verfügung. Diese Haustechnik verläuft in den Fluren und ist durch hölzerne Gesimse verborgen. Auch die Inneneinrichtung und Ausstattung der Großraumbüros war größtenteils von Paul Mebes eigens für das Nordsternhaus entworfen worden, ist jedoch heute nicht mehr erhalten. Aber auch andere Künstler waren an der Ausstattung beteiligt, so beispielsweise Bruno Paul, H. Vauk, Karl Rickelt, Hans Krückeberg, Walther Schmarje und Franz Mutzenbecher. Außerdem gehörte zur künstlerischen Ausstattung des Beamteneingangsbereichs an der Badenschen Straße auch Baukeramik von der Veltener Ofenfabrik AG unter der künstlerischen Leitung von John Martens. Er entwarf auch den im Beamtenhof befindlichen Frischluftbrunnen aus Majolika, der von der Majolikamanufaktur Karlsruhe gefertigt wurde.
Das Haus erlitt im Zweiten Weltkrieg Schäden, die allerdings bald beseitigt wurden. Da der Versicherung die politische Lage im geteilten Berlin zu unsicher war, zog sie sich aus der Stadt zurück und verkaufte das Haus später an den Berliner Senat. Im Jahr 2006 wurde auf das Nordsternhaus ein Brandanschlag verübt, zu dem sich die militante gruppe (mg) bekannt haben soll.